# Gerard de Claravall
Gerard de Claravall (Castell de Fontaine-lès-Dijon, Dijon, abans de 1090, - Abadia de Claravall, 1138) va ésser un monjo cistercenc, germà gran de sant Bernat de Claravall. És venerat com a beat per l'Església catòlica.

## Biografia
Gerard era germà gran de Bernat de Claravall; quan Bernat es feu monjo i entrà al Cister amb alguns coneguts en 1112, Gerard no s'hi afegí i continuà amb la seva carrera militar. Ferit durant el setge de Grancy, fou fet presoner. Durant la seva presó, va meditar i va decidir fer vida religiosa; en sortir, va fer-se monjo cistercenc.
En 1115 va ésser un dels que, amb Bernat, va fundar l'abadia de Claravall. El seu germà, l'abat, el nomenà responsable del celler, hortes, ferreria i les obres en general, a més de portar els assumptes domèstics. A més, era molt hàbil en qüestions manuals i els artesans que treballaven per a l'abadia demanaven el seu consell. Va marxar a Roma acompanyant Bernat en 1137 i en tornar, passant per Viterbo, emmalaltí. Es recuperà i va poder tornar al monestir, però hi morí l'any següent, cantant el salm 148. El seu germà en feu l'elogi fúnebre, una de les seves peces de més valor literari. Canonitzat, la seva festa és el 13 de juny.